# Peč (Grosuplje)
Peč is een plaats in Slovenië en maakt deel uit van de gemeente Grosuplje in de NUTS-3-regio Osrednjeslovenska. De plaats telde 134 inwoners op 1 januari 2020.